# Fuerte romano de Navio

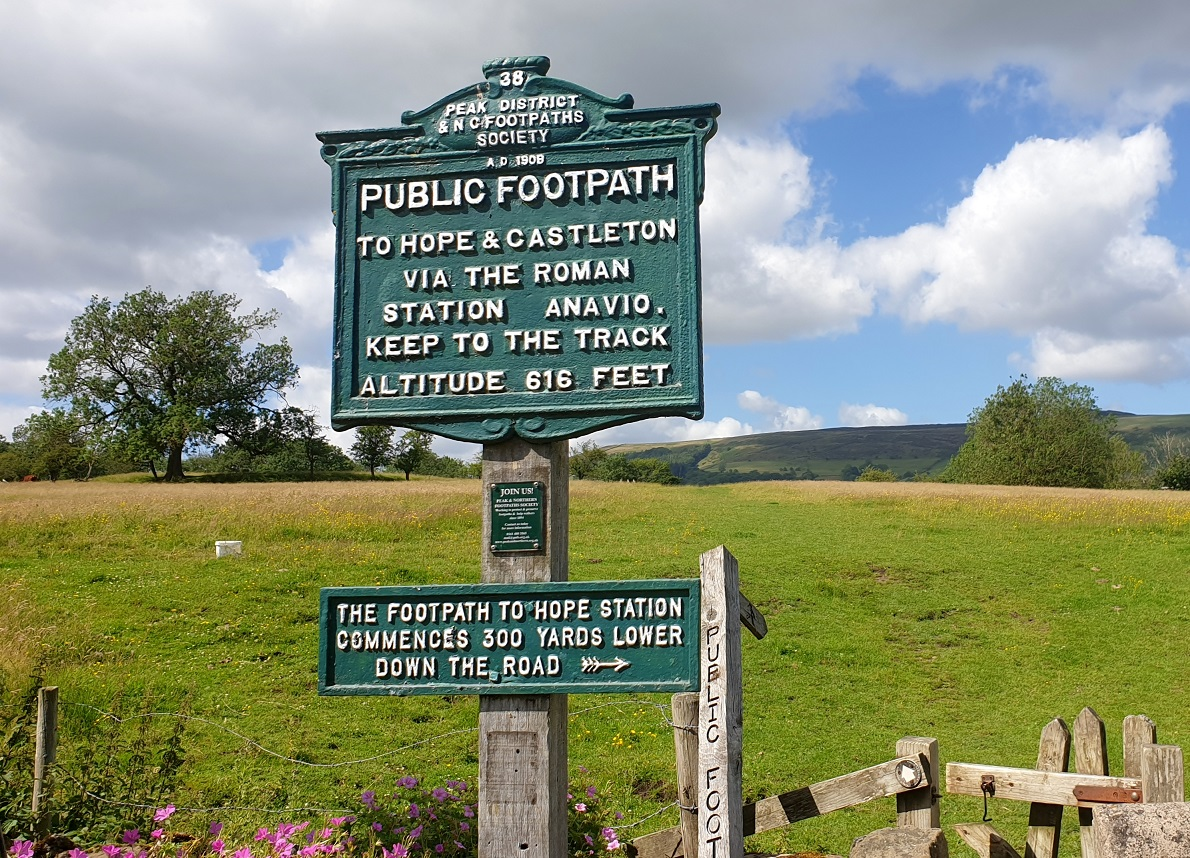
Sendero a la 'estación romana Anavio' en Batham Gate

El fuerte romano de Navio domina una curva cerrada del río Noe en Brough-on-Noe, cerca de Hope, Derbyshire, en Inglaterra. El fuerte y el vicus (asentamiento civil) de Navio es un Monumento planificado.

## Descripción
La ciudad fue registrada como Nauione en la lista de la Cosmografía de Rávena de todos los lugares conocidos en el mundo alrededor del año 700 d. C. A la entrada siguen los lugares con los que Navio tenía conexiones por carretera: Aquis Arnemeza (Buxton), Zerdotalia (Ardotalia, más tarde llamado fuerte de Melandra, cerca de Glossop) y Mantio (Manchester). También hay una entrada para el río Anava, junto al río Dorvantium, que se considera el río Derwent.

Un hito romano fue descubierto en 1862 en el distrito de Silverlands de Buxton. Es el hito inscrito más antiguo encontrado en Derbyshire. La inscripción es:
TRIB POT COS II PPA NAVIONE MP XI
que significa 'Con potestad de tribuno, dos veces cónsul, padre de esta patria. Desde Navio 11 millas.' El hito está en exhibición en el Museo Buxton.
Navio es la palabra en latín para "en el río". El nombre romano del fuerte de Navio se cambió más tarde a la palabra en inglés antiguo para fuerte, brough. Las excavaciones realizadas en la década de 1930 por Sir Ian Richmond y J. P. Gillam establecieron las ubicaciones de los perímetros de fuertes sucesivos en el mismo sitio. El fuerte de Navio tenía originalmente alrededor 3 acres (1,2 ha) de tamaño y construido con madera y movimiento de tierras alrededor del año 80 d. C. Fue reconstruido en piedra en forma rectangular (unos 90 por 105 metros (98,4 por 114,8 yd) alrededor del año 150 d. C. desde que fue ocupado durante más de 200 años. Posteriormente fue reconstruido y modificado y estuvo en uso hasta alrededor del año 350 d. C. El sitio del fuerte ahora consiste en bancos de tierra y zanjas alrededor de una plataforma de tierra, restos enterrados y algunas losas de piedra expuestas. Excavaciones anteriores en 1903 por John Garstang descubrieron escalones en una cámara subterránea con paredes de piedra debajo del Principia o edificio de la sede. En la cámara acorazada del fuerte se encontraron una gran piedra centurial y un altar. Están en exhibición en el Museo de Buxton.

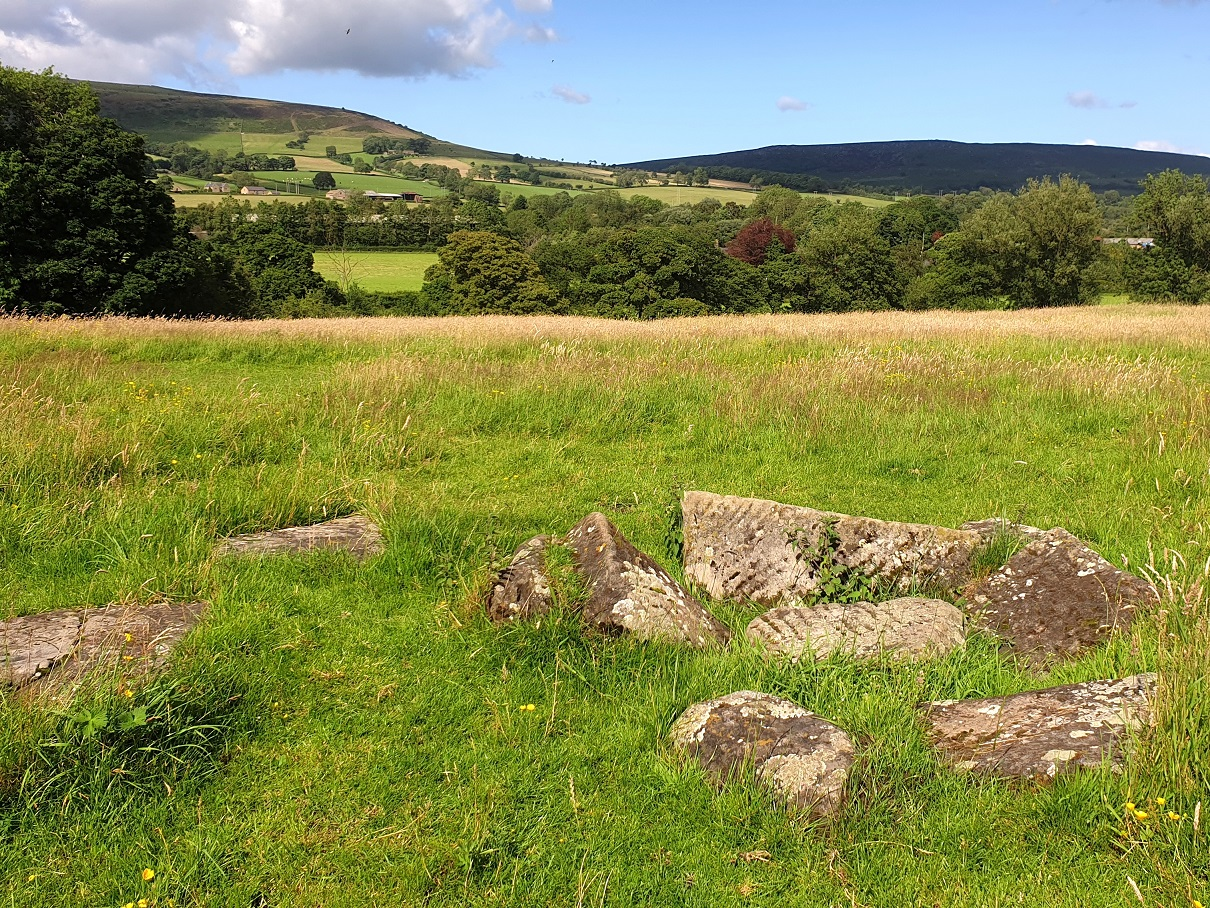
Sitio del fuerte romano de Navio en Brough-on-Noe

El fuerte custodiaba la ruta de Doctor's Gate al noroeste hasta el fuerte más grande de Melandra (cerca de Glossop), la carretera de Portway hacia el sur y la carretera de Batham Gate (entre el fuerte de Templeborough y la ciudad balneario romana de Aquae Arnemetiae, actual Buxton). Esta era una ruta importante para el acceso a los sitios de producción de plomo en Peak District.
En la década de 1980, los estudios geofísicos identificaron la extensión del vicus (asentamiento contiguo al fuerte) al sur y al este del fuerte. Las excavaciones en la década de 1990 determinaron que el vicus se extendía más al este más allá de Bradwell Brook. En 2019, las excavaciones del vicus descubrieron cimientos de edificios de piedra y madera. El equipo también encontró muchos fragmentos de cerámica, piezas de piedra tallada, monedas y una bola de balista (munición para un gran dispositivo de lanzamiento de misiles). En 1929, se encontró cerca de Hope Cement Works un denario (una moneda de plata) del sexto consulado de Vespasiano (75 d. C.).